# Athlītiko Sōmateio Nea Salamis Ammochōstou 2011-2012
Questa voce raccoglie le informazioni riguardanti l'Athlitiko Somateio Ammochostou Nea Salamis nelle competizioni ufficiali della stagione 2011-2012.

## Maglie
| Casa | Trasferta |

## Rosa
| N. |                        | Ruolo | Calciatore                |
| -- | ---------------------- | ----- | ------------------------- |
| 1  | Slovenia (bandiera)    | P     | Dejan Milic               |
| 2  | Cipro (bandiera)       | D     | Prodromos Therapontos     |
| 3  | Capo Verde (bandiera)  | D     | Jimmy Modeste             |
| 4  | Spagna (bandiera)      | D     | Iván Benítez              |
| 5  | Grecia (bandiera)      | C     | Georgios Lambropoulos     |
| 6  | Estonia (bandiera)     | C     | Martin Vunk               |
| 8  | Grecia (bandiera)      | C     | Christos Chatzipantelidis |
| 9  | Cipro (bandiera)       | A     | Alekos Alekou             |
| 10 | Ghana (bandiera)       | C     | Chris Dickson             |
| 11 | Inghilterra (bandiera) | A     | Julian Gray               |
| 13 | Spagna (bandiera)      | P     | Albert Marrama            |
| 14 | Spagna (bandiera)      | D     | Diego León                |
| 16 | Serbia (bandiera)      | D     | Nino Pekarić              |

| N. |                                 | Ruolo | Calciatore          |
| -- | ------------------------------- | ----- | ------------------- |
| 17 | Ghana (bandiera)                | D     | Imoro Lukman        |
| 19 | Bosnia ed Erzegovina (bandiera) | C     | Branislav Nikic     |
| 20 | Cipro (bandiera)                | A     | Andreas Koullouris  |
| 22 | Uruguay (bandiera)              | D     | Carlos García       |
| 23 | Belgio (bandiera)               | A     | Dieter Van Tornhout |
| 27 | Cipro (bandiera)                | D     | Nikos Photiou       |
| 28 | Portogallo (bandiera)           | C     | Hélio Roque         |
| 29 | Cipro (bandiera)                | C     | Christos Modestou   |
| 33 | Portogallo (bandiera)           | D     | Vítor Vinha         |
| 39 | Francia (bandiera)              | C     | Fayçal Nini         |
| 41 | Brasile (bandiera)              | P     | Sergio Vitori       |
| 72 | Croazia (bandiera)              | P     | Sandro Tomić        |
| 50 | Liberia (bandiera)              | D     | Solomon Grimes      |

## Risultati

### Campionato
In campionato chiude la prima fase al 6º posto con 36 punti, frutto di 10 vittorie, 6 pareggi e 10 sconfitte. Nel girone per i posti dal 5º all'8º chiude 7º posto.

### Coppa di Cipro

#### Primo turno
- Gara unica:  Agia Napa - Nea Salamina 2-4

#### Secondo turno
- Andata:  Omonia - Nea Salamina 2-0
- Ritorno:  Nea Salamina -  AEL Limassol 1-8